# Krenkinger Schloss

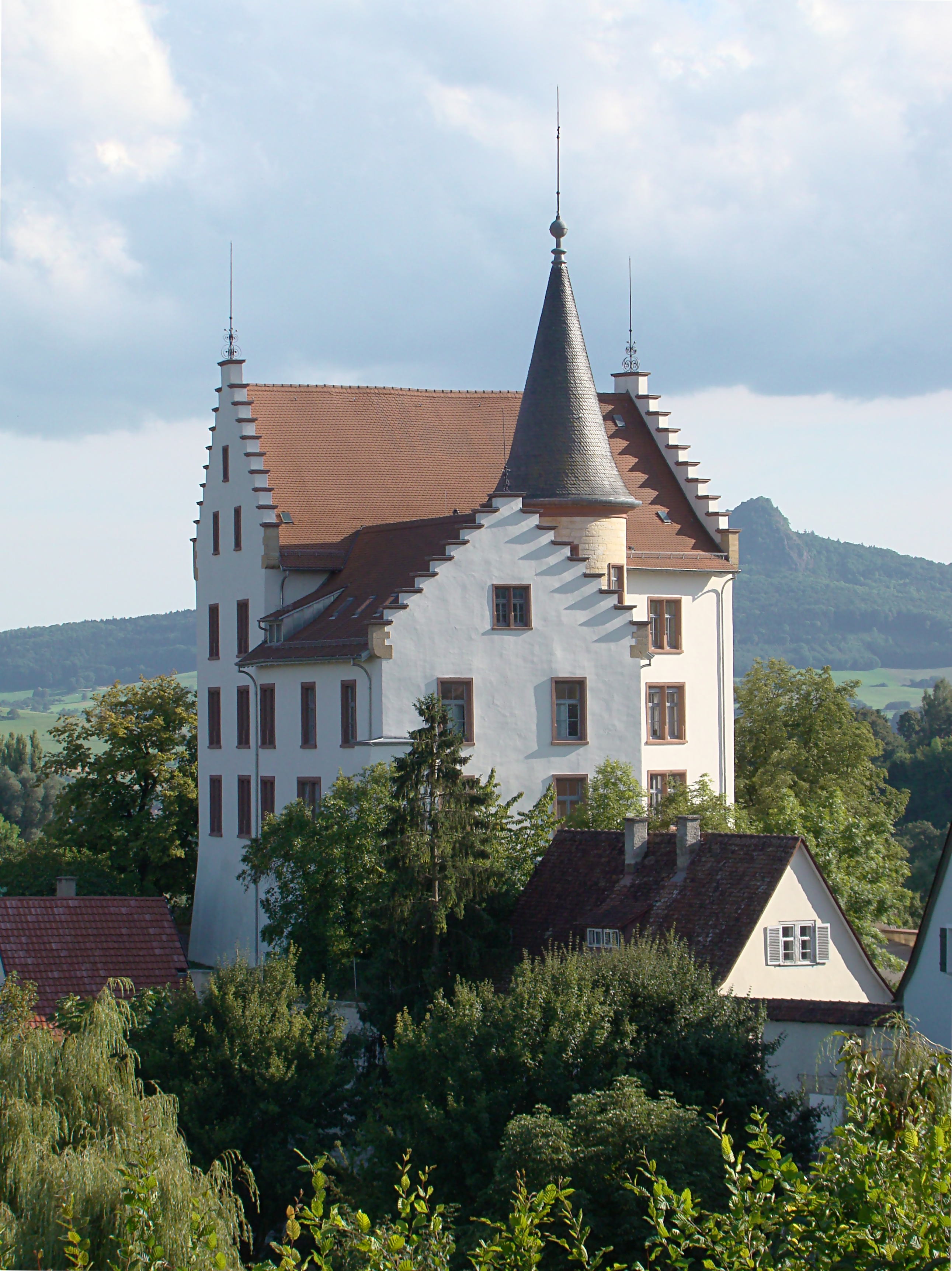
Krenkinger Schloss

Das Krenkinger Schloss, auch Krenkinger Schlössle genannt, ist ein Schloss in Engen im baden-württembergischen Landkreis Konstanz. Es befindet sich im Süden der Engener Altstadt.

## Geschichte
Die erste schriftliche Erwähnung findet sich in einem Hewener Urbar des 15. Jahrhunderts, wo von einem „an Engen gelegene(n) schloß Krenkingen“ die Rede ist. Möglicherweise stand an dieser Stelle bereits ein hochmittelalterlicher Vorgängerbau.
Über die frühen Besitzer des Schlosses und eine mögliche Verbindung zu den im Klettgau ansässigen Herren von Krenkingen ist kaum etwas bekannt. Um 1494 fiel Engen und somit auch das Schloss an Heinrich V. von Lupfen. Wappensteine belegen umfangreiche Umbauten zwischen 1536 und 1555, wobei unter anderem der Treppenturm angelegt und der Südflügel aufgestockt wurde. Während des Dreißigjährigen Kriegs wurde das Schloss im Jahr 1640 von schwedischen und hohentwielschen Soldaten in Brand gesteckt, anschließend der Nordflügel etwas niedriger wieder aufgebaut. Am 3. Mai 1800 plünderten und verwüsteten französische Truppen das Schloss, das damals wohl schon im Verfall begriffen war. Ab 1814 gab es Pläne, im Schloss Beamtenräume und Gefängniszellen einzurichten. In den 1820er Jahren war das Schloss die Dienstwohnung des fürstlich-fürstenbergischen Oberamtmanns Carl Friedrich Eckhard, Vater des späteren Unternehmers und Politikers Carl Eckhard, der 1822 im Schloss geboren wurde. Nach dem Verkauf durch die Herren von Fürstenberg im Jahr 1829 diente das Schloss einem Gastwirt als Lagerhaus und Sommerwirtschaft. 1891 wurde es vom badischen Staat erworben, der hier in den folgenden zwei Jahren großherzogliche Amtsstuben einrichten ließ. In jüngeren Jahren beherbergte das Gebäude die Polizeistation und ein Notariat, nach einer umfassenden Sanierung im Jahr 2001 befindet sich hier das Forstamt.

## Beschreibung
Der Kernbau besteht aus zwei Flügeln, einem dreigeschossigen Südflügel und einem zweigeschossigen Nordflügel, der beim Ausbau in den 1890er-Jahren seine heutige Gestalt erhielt. Zur selben Zeit wurde der ehemals eckige Treppenturm zwischen den beiden Flügeln durch einen Rundturm ersetzt. Ehemals wurde der Kernbau von mehreren Nebengebäuden umgeben, darunter einem frei vor dem Nordflügel stehenden Wohnturm und Wirtschaftsgebäuden in Fachwerkbauweise.